# IParenting Media
iParenting Media est une société de fourniture de contenu internet spécialisée dans un contenu de type familial et parental. Elle a été rachetée le 4 décembre 2007 par le Walt Disney Internet Group, filiale de la Walt Disney Company,.
La société a été fondée en 1996 par Alvin All et Elisa Ast All avec l'ouverture du site PregnancyToday.com, le couple attendant alors leur premier enfant.

## Sites
La société propose une quarantaine de sites en anglais dont 11 ont été déclinés en espagnol :
- PregnancyToday.com
- Preconception.com
- Cycle Daily
- Celebrity Parents
- Pregnancy Today
- Pregnancy Daily
- Birth Plan
- Birthstories
- Babies Today
- Baby Daily
- Breastfeed.com
- Toddlers Today
- Preschoolers Today
- Children Today
- Preteenagers Today
- Teenagers Today
- Dads Today
- Moms Today
- Grandparents Today
- Recipes Today
- Home Style Today
- Traveling Today
- Twins Today
- Special Kids Today
- iParenting Adoption
- iParenting Stories